# Bruno Mazzia

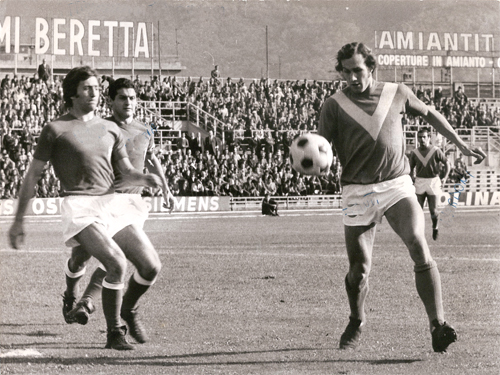

Bruno Mazzia (né le 14 mars 1941 à Vigliano Biellese dans la province de Biella en Italie) est un joueur puis entraîneur de football italien.

## Biographie

### Joueur
Au niveau de sa carrière de club, Mazzia, surnommé Il Professore, a évolué dans les clubs de l'Associazione Sportiva Dilettantistica Junior Biellese Libertas, de la Juventus Football Club (pour qui il dispute son premier match le 4 novembre 1959 lors d'un succès 5-4 en coupe sur l'UC Sampdoria), du Foot Ball Club Unione Venise, de la SS Lazio, du Brescia Calcio, du Pérouse Calcio, de la Reggina Calcio, d'Alexandrie Calcio, et du Football Club Pro Verceil 1892.

### Entraîneur
Au niveau de sa carrière d'entraîneur, il a pris en main les clubs de l'Associazione Sportiva Giovanile Nocerina, de l'US Lecce, du Vicenza Calcio, du Mantoue Football Club, du Polisportiva Nuovo Campobasso Calcio, de l'Unione Sportiva Cremonese, de l'Udinese Calcio, du Brescia Calcio, et du Calcio Padova.

## Palmarès
Juventus
- Championnat d'Italie (2) :
  - Champion : 1959-60 et 1960-61.

- Coupe d'Italie (2) :
  - Vainqueur : 1959-60 et 1964-65.

- Coupe des villes de foires :
  - Finaliste : 1964-65.